# Arenal (vulkaan)
De Arenal is een recentelijk weer actief geworden vulkaan in het noordwesten van Costa Rica, gelegen op 90 kilometer ten noordwesten van de hoofdstad San José.

## Nationaal Park Vulkaan Arenal
Tot het Parque Nacional Volcán Arenal behoort niet alleen de Arenal, maar ook een oudere vulkaan met de naam Chato, al wel 3500 jaar inactief. Het park werd opgericht op 6 november 1991 en omvat een gebied van 121 km². Het grootste deel van het nationaal park is begroeid met nevelwoud en regenwoud, rijk aan plant- en diersoorten, rivieren, watervallen en warmwaterbronnen.
In het nationaal park vindt men tevens een observatorium van de Arenal en de standplaats van de parkwachters. Een auditorium, museum en een souvenirwinkel zijn gevestigd in het bezoekerscentrum. Er zijn gemarkeerde paden uitgezet die leiden naar bezienswaardigheden en uitkijkpunten. Het park wordt veel bezocht door toeristen vanwege de voortdurende vulkanische activiteit van de Arenal. Vooral 's nachts zijn de uitbarstingen van de vulkaan zeer spectaculair om te bekijken.

## Geschiedenis
Al 10.000 jaar voor Christus leefden er nomaden in het gebied rondom de Arenal. Rond 2000 jaar voor Christus werd een permanente verblijfplaats gesticht op de oevers van het nabijgelegen Arenalmeer. Ze verbouwden graan en bonen, maar aten ook wilde planten. Het bleef echter bij een kleine nederzetting, waardoor een groots opgezette agricultuur niet noodzakelijk werd. Hierdoor konden de inwoners in geval van een eruptie van de Arenal tijdelijk enkele tientallen kilometers verhuizen zonder grote problemen te krijgen met de voedselvoorziening. De geringe grootte van de gemeenschap maakte het ook mogelijk om snel weg te trekken als er een eruptie op komst was. Na de actieve periode konden ze even makkelijk teruggaan naar de oude nederzetting. Het had een meer complexe samenleving zoals de Mayacultuur waarschijnlijk veel meer moeite gekost om zich staande te houden op dezelfde locatie. Uiteindelijk verdween de gemeenschap, waarschijnlijk door een epidemie ten tijde van de Spaanse conquistadores.
In de 19e eeuw classificeerden buitenlandse onderzoekers de Arenal voor het eerst als een vulkaan. Ze noemden de berg Rio Frio, Canastos of Cerro de los Guatusos. Pas in 1937 bracht een gedocumenteerde expeditie het gebied in kaart en beklom de Arenal.

## Geologie
De kegelvormige Arenal is een stratovulkaan die voornamelijk uit andesiet bestaat. Het is de jongste en actiefste vulkaan van Costa Rica. In de omgeving van de Arenal worden verscheidene hete bronnen verwarmd door de vulkaan, inclusief Tabacón, tegenwoordig een populair toeristenoord.

### Activiteit
De vroegst bekende erupties van de Arenal vonden ongeveer 7000 jaar geleden plaats. Heftige periodieke erupties (met intervallen van enkele honderden jaren) en perioden waarin grote hoeveelheden lava werden uitgebraakt kenmerken de 'groeiperiode' van deze vulkaan.
Men heeft altijd aangenomen dat de Arenal een dode vulkaan was, maar nadat de vulkaan ongeveer vier eeuwen had geslapen werd hij op 28 juli 1968 weer actief en verwoestte bij zijn uitbarsting de dorpjes Tabacón, Pueblo Nuevo en San Luís. Hierbij kwamen 87 mensen om het leven. De grote eruptie hield meerdere dagen aan en bedekte 15 km² met stenen, lava en as. In totaal werden over een oppervlakte van meer dan 232 km² vee, huizen, bos en landbouwgebieden beschadigd.
Sinds die tijd is de Arenal voortdurend actief gebleven. Vooral 's avonds is dat goed te zien, ook vanuit de nabijgelegen dorp La Fortuna, wanneer gloeiende rotsblokken langs de helling naar beneden rollen. Uitbarstingen vinden frequent plaats maar zijn meestal niet erg heftig van aard. Geologen duiden dit patroon aan met de term strombolische erupties, naar de Italiaanse vulkaan Stromboli. Evacuatie van het omliggende gebied is zelden noodzakelijk. Vooral de top en het bovenste deel van de westelijke flank zijn actief. Dagelijks stoot de Arenal vulkanisch materiaal uit, vooral in de vorm van lavastromen die met tussenperioden van 2 tot 45 minuten voorkomen. Soms rolt een pyroclastische stroom van de helling af. De laatste grotere uitbarsting van de Arenal was op 23 augustus 2000.